# Adenoma suprarrenal
Los adenomas suprarrenales son masas anormales que se localizan en la corteza o la médula de las glándulas suprarrenales. Se deben a una proliferación desordenada de las células. En su mayoría son benignos (neoplasias benignas), clínicamente silenciosos y sólo ocupan espacio. Pueden ser no funcionantes o funcionantes. Estos últimos secretan altos niveles de hormonas asociadas.  El exceso de hormonas puede producir varias afecciones, entre ellas el síndrome de Cushing y el síndrome de Conn (hiperaldosteronismo primario).

## Características
Por definición un adenoma es un tumor epitelial benigno, cuya estructura interna es semejante a la de una glándula. Los adenomas pueden crecer a partir de muchos órganos glandulares, incluidas las glándulas suprarrenales.

## Incidencia
Los adenomas suprarrenales ocurren comúnmente en adultos, la prevalencia aumenta con la edad. La prevalencia de adenoma insospechado es del 0,14% en pacientes de 20 a 29 años y del 7% en los mayores de 70 años. Se cree que carecen de potencial para transformarse en malignos.

## Clasificación

### Por la forma de diagnóstico
- Incidentalomas: son tumores que tienen un diámetro de 1 a 4 cm y no generan síntomas debido a que son de tipo no funcionantes. Por ello son de difícil detección, suelen detectarse con el empleo de técnicas imagenológicas, como la tomografía computarizada de abdomen de manera incidental. La prevalencia de este tipo de tumores aumenta con la edad.[4][5]

- No incidentales: tumores que debido a su tamaño y capacidad secretora son identificables de manera oportuna

### Por su origen

#### Corteza suprarrenal
- Adenoma. Lesión suprarrenal con elevada concentración de lípidos que posee un tamaño inferior o igual a los 4 cm con forma redondeada, aspecto homogéneo hipodenso con bordes lisos y bien definidos.[6]

#### Médula suprarrenal
- Feocromocitoma. Tumor infrecuente de tipo funcional con forma ovalada productor de catecolaminas ocasionando cefaleas, palpitaciones y diaforesis, está asociado al 1% de los casos de hipertensión curables a través de la extirpación. Presentan una hipervascularidad por lo cual pueden generar hemorragias y necrosis. Son malignos en el 10 % de los casos.[6]

- Ganglioneuroma. Tumor muy raro que se presenta con mayor frecuencia en jóvenes de entre 10 y 29 años secreta péptido intestinal vasoactivo generando diarrea, están conformados por ganglios nerviosos y células de Schwann.[7]

### Por su función

#### Funcionantes
- Aldosteronoma:. Tumor productor de aldosterona presente en la capa glomerular ocasionando el síndrome de Conn que se caracteriza por hipertensión, hipopotasemia, poliuria y calambres.[5]

- Carcinoma adrenal primario o metastático:. Tumor de tipo funcional muy agresivo generando el síndrome de Cushing.[5]

- Feocromocitoma.

- Tumor secretor de andrógenos.

#### No funcionantes
- Mielolipomas:. Tumor de tipo benigno con diámetro inferior a los 5 cm que se originan de la proliferación de células madres están compuestos por tejidos adiposo maduro y hematopoyético inmaduro. Se presenta con mayor frecuencia en pacientes obesos.[7]

- Quiste. Pueden alcanzar un tamaño de hasta 20 cm tornándose dolorosos por lo cual se debe realizar un drenaje percutáneo, en la mayoría de los casos se presentan de manera unilateral, su composición histológica puede ser endotelial, epitelial, pseudoquistes y quistes parasitarios.[7]

- Lipomas
- Lipocarcomas
- Teratomas
- Angiomielolipomas
- Granulomas adrenales
- Lipocarcomas

## Causas
Al parecer una de las causas de que una persona contraiga un adenoma suprarrenal está asociada a ciertas enfermedades de origen genético, por ejemplo antecedentes de neoplasia endocrina múltiple de tipo 1 y de la misma manera ocurre con la poliposis adenomatosa familiar. Estos síndromes presentan un patrón de herencia autosómico dominante.

## Signos y síntomas
La mayoría de los adenomas suprarrenales son asintomáticos. Pero los adenomas suprarrenales funcionantes que aumentan la secreción de hormonas pueden provocar varios signos y síntomas como:
- Moretones
- Hipertensión
- Debilidad
- Niveles altos de glucosa
- Diabetes
- Bajos niveles de potasio
- Desarrollo exorbitante del cabello.
- Sudoración
- Aumento o disminución de peso.
- Estrías en el abdomen.
- Depresión
- Nerviosismo
- Ansiedad / ataques de pánico
- Osteoporosis
- Depósitos de grasa en el cuello.
- Palpitaciones del corazón

## Diagnóstico
El adenoma suprarrenal solo provoca síntomas cuando aumenta la secreción hormonal. Los adenomas no secretores suelen diagnosticarse de manera accidental cuando el paciente se realiza un estudio de imagen del abdomen por medio de tomografías, ultrasonidos o resonancias magnéticas, y se observa la presencia de masas en la glándula. Los adenomas secretores se detectan también por un aumento en sangre de las hormonas producidas por las suprarrenales.
Cuando existe hipersecreción de cortisol se presenta el síndrome de Cushing que puede diagnosticarse a través de exámenes sanguíneos. Mediante la tomografía axial puede comprobarse la forma y características de las glándulas suprarrenales y brindar un diagnóstico de certeza.

## Tratamiento
Por lo general el tratamiento depende de las características del tumor si es funcionante o no, además, el tamaño es un indicador importante para determinar si el tumor es maligno o benigno, acorde a estos datos se valora realizar una intervención quirúrgica, pero previo a este proceso se debe tener en cuenta otros factores como la edad, si se determina que el tumor es maligno y funcionante con un tamaño de la masa tumoral superior a 5 y 6 cm indica una intervención inmediata que consiste en la extracción, se puede realizar una intervención laparoscópica si el tamaño del tumor es menor al descrito anteriormente , no es necesario una intervención quirúrgica si el tumor no cumple las características de funcionalidad y malignidad, en estos casos se realiza un seguimiento de la masa adrenal, se deben hacer exámenes imagenológicos continuos para ver el desarrollo del tumor y describir su crecimiento, un aumento súbito del tamaño sirve como un indicador para realizar una intervención, a la par, se puede seguir con exámenes complementarios de hormonas. En algunos casos es necesario la extracción completa de la glándula, según las características del tumor.
El postoperatorio es acompañado de medicamentos que sustituyen, colaboran y regulan la formación de hormonas que producía la glándula extraída por lo general hasta que la otra se adapte a la ausencia de su par. Estos medicamentos son los corticoesteroides por lo general los tumores benignos son asintomáticos, no requieren intervención ni tratamiento únicamente seguimiento.
Si el tumor es funcionante secretor se recomienda la utilización de fármacos supresores que inducen a la reducción de la secreción cortical como es el Ketoconazol inhibidor de la síntesis de esta hormona, antiglucocorticoides.

## Pronóstico
El pronóstico es muy bueno, si se determina a tiempo las manifestaciones clínicas características y más dañinas, las personas sometidas a cirugía son capaces de vivir y tener una buena calidad de vida, aunque en casos de tumores malignos diseminados la operación no garantiza la eliminación del cáncer.